# Leucophora dissimilis
Leucophora dissimilis este o specie de muște din genul Leucophora, familia Anthomyiidae. A fost descrisă pentru prima dată de Villeneuve în anul 1920. Conform Catalogue of Life specia Leucophora dissimilis nu are subspecii cunoscute.